# Tummelplatz (Mauth)

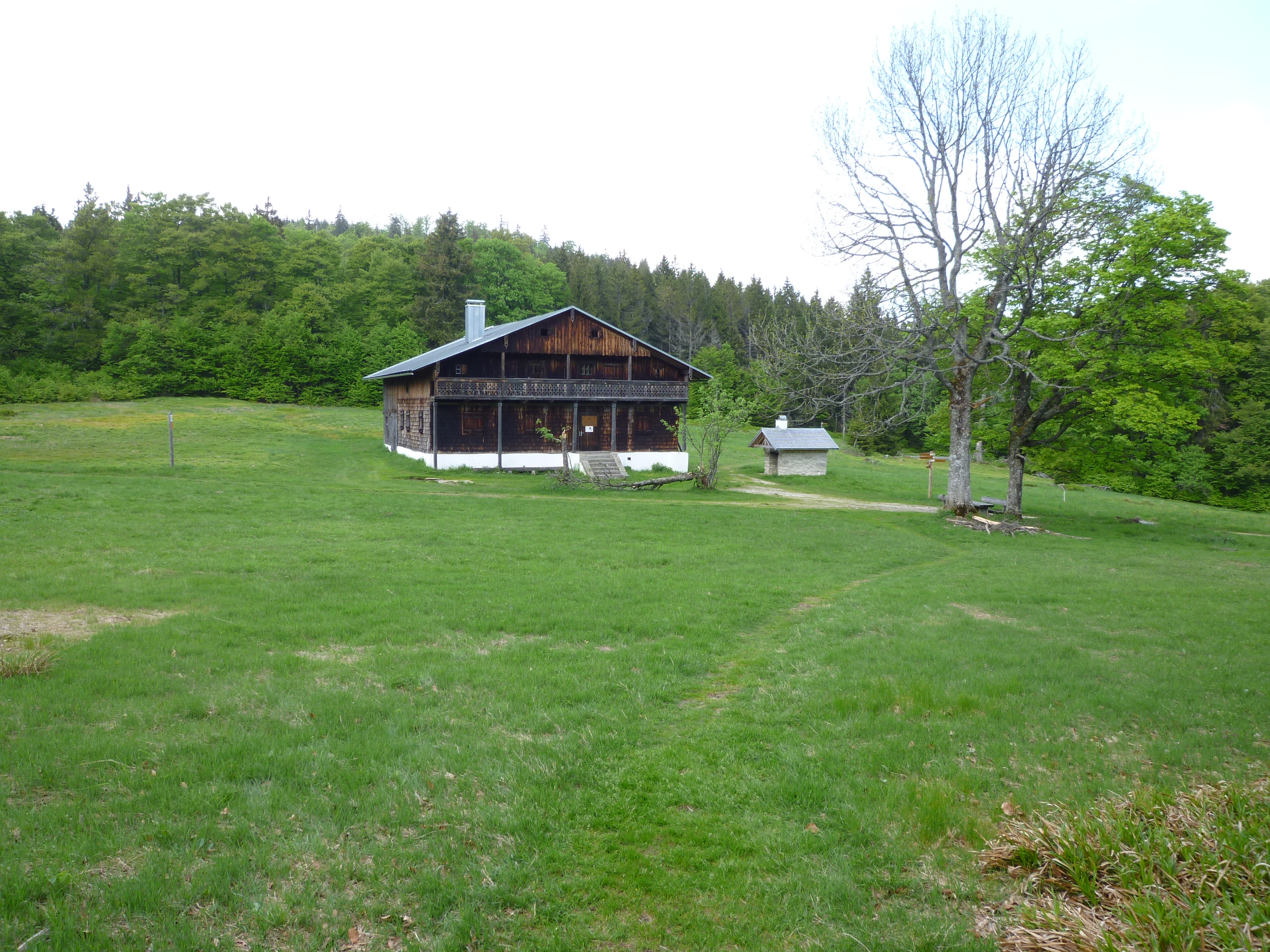
Der Tummelplatz mit der Forstdiensthütte (Mai 2016)

Der Tummelplatz ist mit 2,6 Hektar der größte Schachten im Landkreis Freyung-Grafenau. Er liegt auf dem Gemeindegebiet von Mauth in 1140 Metern Höhe im Nationalpark Bayerischer Wald. Die Fläche ist für Wanderer eine Zwischenetappe zum Berg Lusen.

## Geographie und Geologie
Der Tummelplatz liegt etwa 5,3 Kilometer nordwestlich von Mauth und 2,9 Kilometer südöstlich des Lusens auf einem Sattel zwischen Hohlstein und Sulzriegel.  Es handelt sich hierbei um eine baumfreie Kulturlandschaft, die als Sammelplatz für Viehhirten und Weidevieh während der Sommermonate geschaffen wurde. Der Schachten befindet sich auf verfestigtem eiszeitlichen Schutt mit granitischen Geröllen. Mitten durch die Fläche des Tummelplatzes verläuft eine tektonische Störung, welche einen Ost-West-Verlauf aufweist. Nördlich und südlicher dieser Störung gliedern sich größere Granitkörper an. Eine größere markante Struktur ist hierbei der Berg „Großalmeyerschloß“ mit einer Höhe von 1196 m.

## Geschichte
Der Tummelplatz wurde 1809 erstmals urkundlich erwähnt, allerdings dürfte er rund 200 Jahre älter sein. Hier "tummelten" sich die Waldstiere aus Schönbrunn. Das heißt, sie wurden am Abend an dieser Stelle zusammen getrieben, während sie tagsüber in den umliegenden Wäldern weideten. Die Hirten wurden auf dem Tummelplatz mit Proviant versorgt und die Bauern konnten ihr Vieh besichtigen. Im Jahr 1834 kaufe der bayerische Staat das Glashüttengut Schönbrunn, so dass die Weiderechte in den umliegenden Wäldern erloschen. Bis 1956 wurde der Schachten selbst jedoch noch beweidet. Um 1844 wurde eine erste bescheidene Diensthütte auf dem Tummelplatz errichtet, die 1858 abbrannte und 1860 erneuert wurde.

## Forstdiensthütte
Im Zentrum des Tummelplatzes befindet sich die „Forstdiensthütte Tummelplatz“, die 1860 erbaut wurde. Heute ist sie eine Forschungsaußenstation der Nationalparkverwaltung des Bayerischen Waldes. Das Gebäude verfügt über eine Photovoltaik-Inselanlage und ist demnach energetisch autark. Zur Hütte führt die Zufahrtsstraße „Tummelplatzstraße“.